# Herb Stoczka Łukowskiego

Poprzednia wersja herbu

Herb Stoczka Łukowskiego – jeden z symboli miasta Stoczek Łukowski w postaci herbu.

## Wygląd i symbolika
Herb przedstawia srebrnego koguta z czerwonym grzebieniem umieszczonego na błękitnym polu tarczy, odwróconego w prawą stronę. Symbolizuje on postać św. Piotra i upamiętnia założenie miasta przez biskupów poznańskich. 

## Historia
Wizerunek herbowy znajduje się w wydanym w latach 40. XIX wieku Albumie Heroldii Królestwa Polskiego oraz w albumie B. Podczaszyńskiego. Obecna wersja herbu została ustanowiona przez władze miasta 29 kwietnia 2021.